# Gura Râului
Gura Râului (en hongrois : Guraró, en allemand : Auendorf) est une commune du județ de Sibiu en Roumanie.